# Rhinencéphale

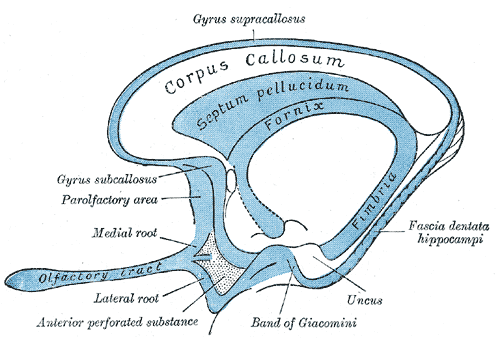
Schéma du rhinencéphale

Le rhinencéphale est l'appellation impropre du système limbique[réf. souhaitée]. Cette partie du cerveau intervient au niveau des émotions et du cycle veille-sommeil. 
Les cinq structures du système limbique décrites par Mac Lean sont la formation hippocampique, le septum et l'amygdale, le grand lobe limbique, et enfin le cerveau olfactif. Or le rhinencéphale étant le lieu de terminaison des voies olfactives, on peut constater que le nerf crânien (I), à savoir le nerf olfactif, y termine son trajet entamé dans la fosse crânienne antérieure. On peut alors le nommer cortex olfactif.
Selon le dictionnaire de l’Académie de médecine, le rhinencéphale est la partie la plus ancienne du cortex décrite initialement (« grand lobe limbique » de Broca), appelée aussi système limbique par MacLean, qui groupe un ensemble extraordinairement complexe de structures disposées en anneau autour du hile de chaque hémisphère, archaïques au plan phylogénétique et étroitement connectées.
Le système limbique au sens strict comporte cinq formations principales :
- l'appareil olfactif, formé par le bulbe olfactif, le tractus olfactif, les stries olfactives latérale et médiale, le tubercule olfactif et la substance perforée antérieure (aire entorhinale ou 28 de Brodmann, p. ex., rattachée au cortex parahippocampique)
- la formation hippocampique, constituée de l'hippocampe proprement dit (ou corne d'Ammon, aires 34,35) recouvert par la fimbria de l’hippocampe et le fornix, du gyrus dentatus et du subiculum
- le complexe amygdalien
- la région septale, avec le septum pellucidum, les noyaux du septum pellucidum et le septum précommissural
- le cortex limbique, constitué du cortex parahippocampique correspondant à la 5e circonvolution temporale qui représente l'essentiel du rhinencéphale temporal, et le cortex cingulaire, situé au niveau de la circonvolution du corps calleux. L'aire sous-calleuse est actuellement intégrée au cortex cingulaire.

Le système limbique est rattaché sur le plan fonctionnel à des structures qui, selon certains, en font partie : l'hypothalamus, le thalamus (noyaux antérieur et dorsomédian, parfois regroupés sous le nom de noyaux limbiques du thalamus), le ganglion de l'habénula, le mésencéphale (avec ses aires dites limbiques) et le cortex orbitofrontal.
Chez l'Homme, son intervention est envisagée surtout dans la discrimination des odeurs, la mémorisation (circuit hippocampo-mamillothalamo-cingulaire de J.W. Papez), les réponses végétatives et neurohormonales de l'organisme gérées par l'hypothalamus, tournées vers le milieu intérieur, et enfin la tonalité affective du vécu, les comportements émotionnels, le contrôle des comportements et l'ajustement social, traités par le système limbique au sens strict, tournés vers le milieu extérieur.
On peut admettre qu'une information est perçue à trois niveaux : le cortex sensoriel, où elle est analysée, la substance réticulée qui permet l'attention et sa fixation, enfin le système limbique où elle devient subjective.